# Iglesia de San Bartolomé (Adana)
La iglesia de San Bartolomé es un templo católico situado en el concejo de Adana, en el municipio español de San Millán.

## Descripción
El edificio se encuentra en el concejo alavés de Adana, en la comunidad autónoma del País Vasco. Con un pórtico con portada del siglo XIII y una torre del XVIII, está protegido bajo la categoría de «zona de presunción arqueológica». Se menciona como iglesia parroquial del lugar en el Diccionario geográfico-estadístico-histórico de España y sus posesiones de Ultramar de Pascual Madoz, donde se dice que a mediados del siglo XIX estaba «servida por dos beneficiados». Décadas después, ya en el siglo XX, Vicente Vera y López vuelve a reseñarla en el tomo de la Geografía general del País Vasco-Navarro dedicado a Álava con las siguientes palabras: «La parroquia, dedicada á San Bartolomé, es de categoría rural de primera clase».
Los registros sacramentales de bautismos, matrimonios y decesos generados por la parroquia de San Bartolomé desde el siglo XV hasta el final del XIX se conservan con los del resto de iglesias de la provincia en el Archivo Histórico Diocesano de Vitoria, donde pueden consultarse.